# Butovska linija
Butovska linija (rusko Бу́товская ли́ния, IPA: [ˈbutəfskəjə ˈlʲinʲɪjə]) (Linija 12; Sivomodra linija) je linija Moskovske podzemne železnice.
Linija je bila eksperiment za gradnjo hitrega tranzita na območjih, kjer je vrtanje ali izkopavanje za predore podzemne železnice drago in nepraktično. Predhodno so ostajali poskusi za gradnjo linij na ravni zemlje, npr. Filjovska linija, vendar so bili ti projekti nepraktični zaradi ostrih ruskih zim in zasedbe velike količine uporabne zemlje. Še vedno se na obrobju mesta poraja vse več rajonov, zlasti za Moskovsko avtomobilsko obročasto cesto (MKAD), ki potrebujejo neko vrsto povezav hitrega tranzita.
Konec 80. let je konstruktorski biro Moskovske podzemne železnice Metrogiprotrans začel razvijati nabor projektov, ki bi prinesli hitri tranzit okraj MKAD s tirnicami nad zemljo. Rajon Južnoje Butovo je bil prvi rajon, ki je bil povezan na tak način.
Za te nove projekte je bil apliciran izraz lahki metro (Лёгкое метро́), saj je imel ves čas dvignjeno strukturo. Za to linijo je bilo potrebno razviti posebna tirna vozila, saj so morala biti odporna na ostre podnebne elemente in premagovati ostrejše ovinke. Za lažje delovanje je bil lahki metro integriran z običajnimi metro storitvami.
Butovska linija se v bistvu razširja Serpuhovsko-timirjazevsko linijo prek Serpuhovske končne postaje. 5,6 km dolga linija je bila odprta 27. decembra 2003. Prvega 1,6 km je bilo izvrtanih v predoru, kar je omogočalo za enostavne prestopne povezave na končni postaji Bulvar Dmitrija Donskogo. Na preostanku svoje dolžine je dvignjena, tako enojni, kot tudi dvojni tir pa ščiti zvočna pregrada. Trenutno so v uporabi štiri dvignjene postaje identičnega dizajna. Vse razen postaje Ulica Starokačalovskega imajo dvigalo za uporabnike na invalidskih vozičkih.
Linija omogoča prestopanje na Serpuhovsko-timirjazevsko linijo pri Ulici Starokačalovskega in Kaluško-riško linijo pri Bitcevskem parku.